# 米勒斯維爾 (密蘇里州)
米勒斯維爾（英語：Millersville）是位於美國密蘇里州開普吉拉多縣的普查規定居民點。

## 歷史
米勒斯維爾的郵局自1866年營運至今。

## 人口
根據2020年美國人口普查的數據，米勒斯維爾的面積為2.93平方千米，皆為陸地。當地共有人口240人，而人口密度為每平方千米81.91人。